# Hattie Hayridgeová
Hattie Hayridgeová (* 17. prosince 1959 Middlesex, Anglie) je britská herečka a komička. Je známá jako ženská verze lodního počítače Holly ve třetí až páté řadě sci-fi sitcomu Červený trpaslík (1989–1992). V tomto seriálu se objevila již v závěrečné epizodě druhé řady jako Hilly z paralelního vesmíru.
Vystudovala University of Sussex, nyní vystupuje v různých stand-up komediálních show jako např. Perry And Croft: The Sitcoms, Lenny Goes To Town nebo Alter Ego. Hostovala také např. v německo-kanadském seriálu Lexx.